# 沖縄返還
沖縄返還（おきなわへんかん）は、1972年（昭和47年）5月15日に、沖縄県（琉球諸島及び大東諸島）の施政権がアメリカ合衆国から日本国に返還されたこと（沖縄本土復帰）を指す。日本国政府とアメリカ合衆国政府との間で署名された協定の正式名称は、「琉球諸島及び大東諸島に関する日本国とアメリカ合衆国との間の協定」(沖縄返還協定)である。日本の法令用語としては、沖縄の復帰（おきなわのふっき）という。

## 背景

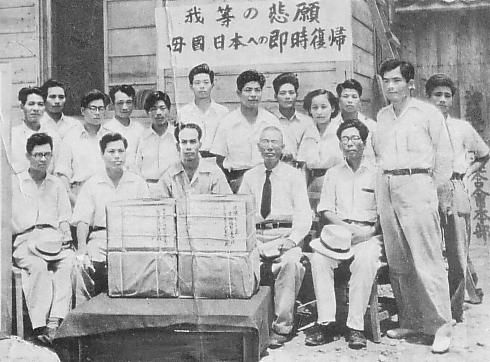
日本復帰署名運動（1954年）

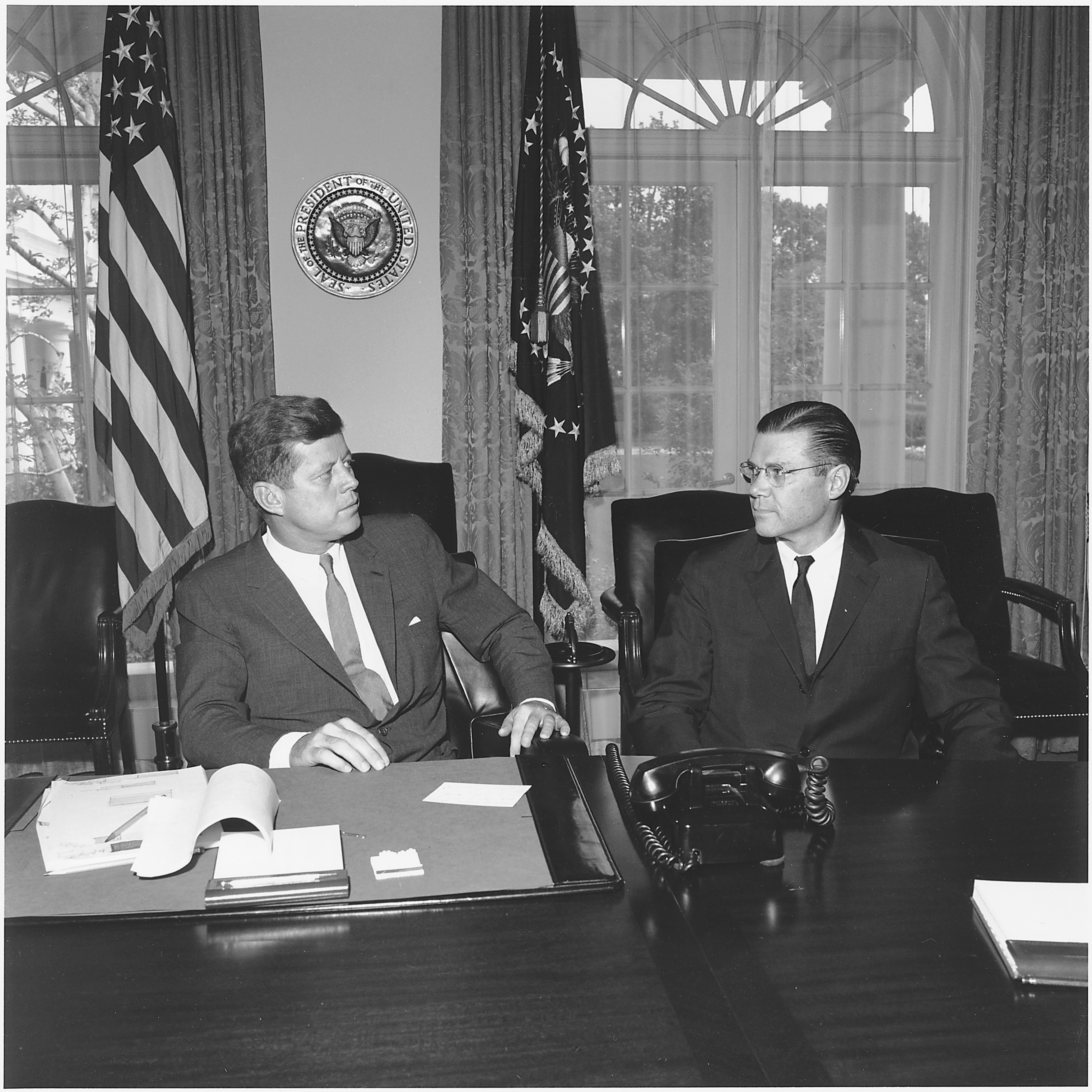
ジョン・F・ケネディ大統領とロバート・マクナマラ国防長官

沖縄県（琉球諸島および大東諸島）は、第二次世界大戦の旧連合国の対日平和条約として1951年（昭和26年）に署名され日本国との平和条約においてアメリカ合衆国の施政権下に置かれるものとされ、同条約は1952年（昭和27年）4月28日に発効した。そこでアメリカは、「行政主席」を行政の長とする琉球政府を設置し、公選の議員で構成される立法機関「立法院」を設立するなど一定の自治を認めたが、最終的な意思決定権はアメリカ政府が握ったままであった。
第二次世界大戦後の沖縄県では、「日本へ復帰すべき」という主張、「独立すべき」という主張、「国連の信託統治下に置かれるべき」という主張があった。
アメリカ施政権下の沖縄の地位は非常に曖昧で、アメリカは琉球列島（南西諸島）が日本の領土であり琉球住民は日本国籍である事を否定してはいなかったが、琉球諸島への出入りは厳しく管理され、日本の施政外であるために渡航にはパスポートが必要であった。また、沖縄の船舶は「国際信号旗D旗」（琉球船舶旗）を掲げて航行したが、国際的には通用していなかった。現に、1962年（昭和37年）にはマグロ漁船がインドネシア海軍から国籍不明船舶として銃撃を受ける第一球陽丸事件が発生した。

### 国際情勢
1950年（昭和25年）6月25日に北朝鮮が韓国に軍事侵攻したことにより朝鮮戦争が、1960年（昭和35年）12月に南ベトナム解放民族戦線が南ベトナム政府軍に対する武力攻撃を開始したことでベトナム戦争が勃発するなど、1950年代（昭和25年-昭和34年）から1960年代（昭和35年-昭和44年）にかけて東西冷戦が過熱する中で、アメリカの沖縄の扱いは施政権下においての自治から、ソ連や中国、北朝鮮などの東側諸国に対しての抑止力を持った軍事基地、そしてフィリピンやタイの基地と並ぶベトナム戦争の爆撃機拠点および後方支援基地としての重要性を重視する方向に変わっていく。
こうした中で1952年（昭和27年）4月28日にサンフランシスコ平和条約が発効したが、沖縄は日本本土から切り離されることになったため、1953年（昭和28年）1月に沖縄教職員会や沖縄県青年団協議会など23団体が参加して「沖縄諸島祖国復帰期成会」が結成された。しかし、当時、基地と施政権の保持は不可分と考えられていたため、復帰運動は圧力を受け「沖縄諸島祖国復帰期成会」は自然消滅した。

### 復帰運動
復帰運動は一時沈滞していたが、1950年代後半には軍用地問題などを発端に「島ぐるみ闘争」と呼ばれる抵抗運動が起こり、1960年（昭和35年）4月には沖縄県祖国復帰協議会（復帰協）が結成された。このような動きを受けて、米軍当局は統治政策を軌道修正し、軍用地料の一括払いの断念や外国資本導入促進のためのドル切り替えなど本土（46都道府県）との格差是正に取り組むようになった。
沖縄でも復帰運動のあり方を巡る意見は様々で、与党の沖縄自由民主党は自治の拡大、渡航制限の撤廃、日本政府援助の拡大などを進めて祖国との実質的な一体化を達成する方針を打ち出していたのに対し、野党は現状を肯定するものと批判し、日の丸掲揚、渡航制限の撤廃、主席公選の実現、国政参加などを掲げた。
日本の第3次佐藤内閣（佐藤栄作首相）は1970年（昭和45年）に予定される日本国とアメリカ合衆国との間の相互協力及び安全保障条約延長と共に本土復帰を緊急の外交課題としたが、「70年安保延長反対」を唱える日本社会党や日本共産党は本土復帰を訴えつつも、安保と同列の沖縄返還論に反発した。さらに一部の新左翼や学生運動、各種労働組合は反安保・反返還の一大運動を日本国内で繰り広げた。
1970年（昭和45年）12月20日未明、沖縄本島中部のコザ市（現：沖縄市）で、アメリカ軍兵士が連続して起こした2件の交通事故を契機にコザ暴動が発生した。常日頃から、アメリカ軍兵士が優遇され沖縄県民が不当に差別されていたことに対するコザ市民の怒りが表面化したもので「これ以上沖縄県をアメリカ軍政下に置くことは、適当でない」と内外に知らしめた。

## 返還へ

### 日米間の協議

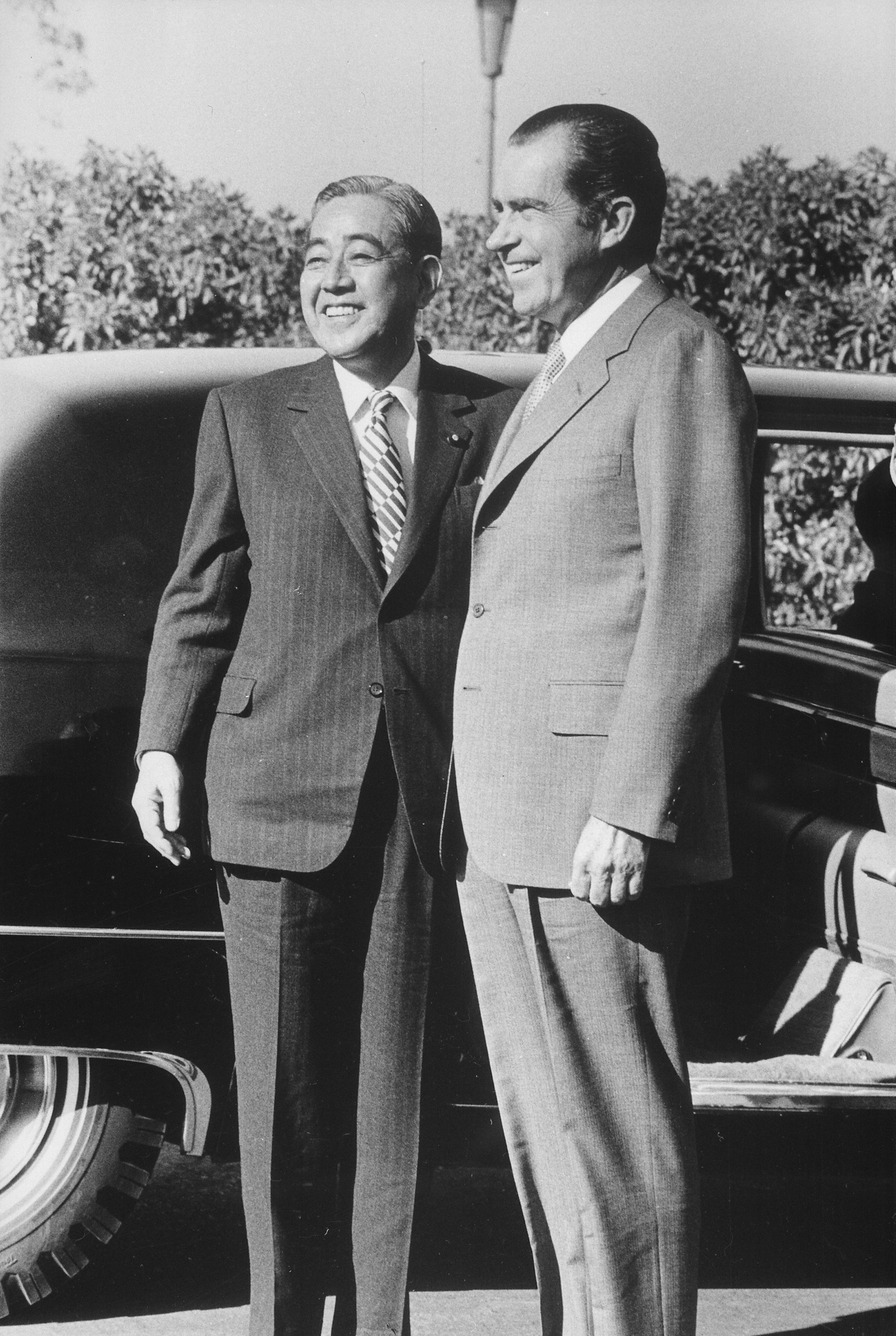
佐藤栄作首相とリチャード・ニクソン大統領による日米首脳会談

1969年（昭和44年）に行われた日米首脳会談（佐藤栄作首相とリチャード・ニクソン大統領）で、ベトナム戦争終結とアメリカ軍のベトナムからの撤退を公約に掲げ前年の大統領選挙に当選した共和党のリチャード・ニクソン大統領が、ベトナム戦争の近年中の終結を考えて、繊維製品の輸出自主規制と引き換えに沖縄返還を約束したが、公選の行政主席である屋良朝苗や復帰賛成派の県民の期待とは裏腹に、アメリカ軍基地を県内に維持したままの「72年・核抜き・本土並み」の返還が決定し、1971年（昭和46年）沖縄返還協定調印、その後の1972年（昭和47年）5月15日に日本へ復帰した。
内閣総理大臣・佐藤栄作はニクソン米大統領との取り決めで、非核三原則の拡大解釈や日本国内へのアメリカ軍の各種核兵器の一時的な国内への持ち込みに関する秘密協定など（いわゆる「核の傘」）、冷戦下で東側諸国との対峙を続けるアメリカの要求を尊重した。なお、アメリカ軍がベトナムから全面撤退したのは沖縄返還の翌年の1973年（昭和48年）3月29日であった。
また、沖縄の日本への返還に際し、日本政府は返還協定第7条に基づき「特別支出金」として総額3億2000万ドルをアメリカ政府に支払った。西山太吉は「実際の支出総額が5億ドルをはるかに超えて、密約として処理された」と主張している。
「特別支出金」の内訳には、琉球水道公社や琉球電力公社、琉球開発金融公社のほか、那覇空港施設や琉球政府庁舎あるいは航空保安施設、航路標識などのアメリカ軍政下で設置された民生用資産の引き継ぎの代金1億7500万ドルが含まれていた。日本政府は取り決めに従いこの対価を支払った。
返還当日だった5月15日には、日米合同委員会が開かれ、返還後も維持される在沖米軍基地の使用目的や使用条件を定めた「五・一五メモ」が作成された。

### 近隣国の懸念
沖縄の地政学的な有用性から、大韓民国が日本に対して、また中華民国（台湾）はアメリカ合衆国に対し、東アジアの安全保障体制への沖縄返還が及ぼす影響や懸念を表明していた。
時の駐韓大使・金山政英は、韓国大統領・朴正煕の「沖縄基地が核を含め現状のまま自由発進の態勢にあることが絶対に必要だ。」との言葉を伝えたことを、また台湾はアメリカ公使リチャード・リー・スナイダーが訪台した際に「米国は対外的に負っている義務をどのように守ろうとするのか。」と迫ったことを、ともに外務省公電が伝えている。

## 沖縄復帰記念式典
1972年（昭和47年）5月15日、日本政府（内閣）主催で沖縄復帰記念式典が東京会場（日本武道館）と那覇会場（那覇市民会館）の両会場で同時に開催され、午前10時30分に開会が宣言された。
東京会場の式典には日本側から昭和天皇及び香淳皇后、佐藤栄作首相はじめ第3次佐藤改造内閣の閣僚、国会議員、沖縄県関係者、各界代表、青少年らが出席した。また、アメリカ合衆国政府を代表して副大統領スピロ・アグニュー、沖縄県を代表して副知事の宮里松正が出席した。司会は、総理府総務副長官の砂田重民が務めた。
東京会場では、最初に内閣官房長官の竹下登が「開式のことば」を述べたあと国歌斉唱が行われた。佐藤栄作首相の式辞ののち、先の大戦さらに祖国復帰を待たずに亡くなった人々の冥福を祈るため黙祷が行われた。昭和天皇の「おことば」の後、米国のアグニュー副大統領が米国大統領リチャード・ニクソンの沖縄返還に関する宣言書を読み上げて祝辞を述べ、宣言書を佐藤首相に手交した。続いて船田中衆議院議長、河野謙三参議院議長、石田和外最高裁判所長官による祝辞、宮里沖縄県副知事の挨拶、青少年代表による決意表明などが行われた。式典の最後に佐藤首相の発声により万歳三唱が行われ、内閣官房副長官の三原朝雄が「閉式のことば」を述べ式典は終了した。
那覇会場では総理府総務副長官の栗山廉平が「開式のことば」を述べたあと国歌斉唱が行われ、その後、東京会場とマイクロ回線でつなぎ東京会場での祝辞前のところまで映像を送って同時に進行された。那覇会場での祝辞は総理府総務長官である山中貞則の挨拶に続いて行われ、同日付で沖縄県知事に就任した屋良朝苗（前琉球政府行政主席）が挨拶した。その後、沖縄県議会議長の星克、ピートリー那覇駐在アメリカ総領事、衆議院を代表して床次徳二（沖縄及び北方問題に関する特別委員会委員長）、参議院を代表して長谷川仁（沖縄及び北方問題に関する特別委員会委員長）、最高裁判所を代表して吉田豊（事務総長）、全国地方公共団体を代表して池田直（佐賀県知事）が祝辞を述べ、そのあと青少年代表による決意表明が行われた。式典の最後に山中総務長官の発声により万歳三唱が行われ式典は終了した。

## 返還後の沖縄

### 本土一体化
沖縄の復帰に伴う特別措置に関する法律に基づいて1972年（昭和47年）6月25日に第1回沖縄県議会議員選挙が行われた。また、他の46都道府県同様に沖縄県庁や沖縄県警察、郵政省沖縄郵政管理事務所（沖縄郵管、現・沖縄総合通信事務所）、第十一管区海上保安本部（海上保安庁）、沖縄気象台が新たに設置された。さらに、各自衛隊（陸上自衛隊・海上自衛隊・航空自衛隊）なども設置・駐屯したが、自衛隊は「旧日本軍の後身」と見られたことから、隊員が住民から迫害を受けたほか、住民票を交付されなかったり、隊員の子弟が学校に入学できないなどの人権侵害を含む社会事件が発生した。
アメリカ統治下の沖縄では、車両の道路通行がアメリカ型の右側通行だった。しかし道路交通に関する条約の一国一交通制度を満たすため、1978年（昭和53年）7月30日をもって日本型の左側通行に切り替えられ（730）、本土同様の道路交通法が適用されるようになった。民間企業が自由に製造していた塩とタバコも、本土と同様に日本専売公社による専売制が敷かれることになった。返還前の沖縄で消費される塩の75%を製造販売していた沖縄製塩は、製塩事業を廃止し沖縄県唯一の塩元売人である沖縄塩元売として存続した。琉球煙草とオリエンタル煙草、沖縄煙草産業の3社のタバコ製造事業は日本専売公社に譲受され、琉球煙草の工場が日本専売公社那覇工場（後に日本たばこ産業那覇工場、2004年閉鎖）となった。3社が製造していたタバコのブランドも継承され、2020年代に入ってもうるまが沖縄限定で販売されている。

### 課題
沖縄返還は実現したものの、現在もなお課題は多く残されている。2023年（令和5年）現在も在日米軍専用施設面積の約70%が沖縄県に集中し、沖縄本島の14.5%が米軍基地に占められる（県全体の基地の割合は8.1%）。たびたび引き起こされる米軍兵士による事件が日米地位協定によってうやむやにされることも県民感情を逆撫でしている現状がある。1995年（平成7年）の沖縄米兵少女暴行事件の際は大規模な抗議行動が行われた。2009年（平成21年）に成立した鳩山由紀夫内閣（鳩山由紀夫首相）は、宜野湾市市街地にある普天間基地の県外移転を事実上の選挙公約としたが、鳩山の首相就任後の発言が二転三転し、最終的に公約を破る形で短命政権に終わり辞任した。
復帰時に経済の「本土並み」がスローガンとして掲げられたが、「振興政策は公共事業を中心とした建設業の投資に偏り、道路や箱物ばかりが立派になった」と揶揄される。
最低賃金は47都道府県の中で岩手県に次いで低く、徳島県と同じ時給896円（2023年10月14日時点）である。また、2014年時点の最低賃金1.15倍未満の労働者の割合は、都道府県別で最多（約21.71%）であった。
2022年（令和4年）の沖縄県の失業率は、都道府県別で最も高い3.2%であった。沖縄県の失業率は、全国（2.6%）の約1.23倍、最も低い島根県（1.3%）の約2.46倍であった。
2017年の人口あたり倒産件数は都道府県別で全国最高レベル（ただし人口比の起業件数も全国で東京都に次いで多い[2017年の人口一人当たりの新設法人比率：0.142%]）であった。
本土からの移住者が増加しているにもかかわらず、1人あたりの県民所得は全国最低となっており、2020年度（令和2年度）時点では沖縄県は216万7千円であり、全国（312万3千円）の約69.4%、最も高い東京都（521万4千円）の約41.6%であった。
かつて本土復帰運動と同時に、琉球独立運動が存在した。現在でも独立運動は存在するが、県民の間で大きな支持を得るには至っていない。2006年（平成18年）の沖縄県知事選で琉球独立党（現：かりゆしクラブ）の候補は6,000票ほどを獲得したにとどまった。また、2005年度（平成17年度）より毎年実施している世論調査で、2007年（平成19年）に琉球大学法文学部の林泉忠准教授が行った調査によると、独立の是非を問う質問に「独立すべき」と答えたのは20.6%、2005年度（平成17年度）は24.9%となった（詳細は当該項目を参照）。
また、復帰後50周年に当たる2022年に行われた各マスメディア機関による調査では、本土復帰について肯定的な回答（「非常によかった」「どちらかといえばよかった」）の割合は、下表となっており、どの機関も8割超えている。なお、世代による傾向は2017年5月の沖縄タイムス、 朝日新聞などによる沖縄県民への協同調査によれば18歳から29歳では90%を超え、30代で86%、40代と50代で84%、60代は72%、70歳以上は74%で若い世代ほど本土復帰を肯定的に評価している。
| 回答                      | 毎日新聞・ 琉球新報 合同 | 朝日新聞・ 沖縄タイムス・ 琉球朝日放送 合同 | NHK                    | 読売新聞      |
| ------------------------- | ------------------------ | ------------------------------------------- | ---------------------- | ------------- |
| 良かった                  | 65                       | -                                           | 39                     | 56            |
| どちらかといえば 良かった | 27                       | -                                           | 45                     | 34            |
| 合計                      | 92                       | 85                                          | 84                     | 90            |
| 調査実施時期              | 2022年 5月7日            | 2022年 3～4月                               | 2022年 2月2日～3月25日 | 2022年 3～4月 |

そして、本土復帰について肯定的な回答（「非常によかった」「どちらかといえばよかった」）の割合の推移は、NHKが復帰前の1970年と1972年、復帰後の1973年以降5年に1度実施している沖縄県民を対象にした世論調査では、復帰前の1970年では約85％の割合で歓迎していたが、復帰前に起きたニクソン・ショックと復帰後も続いた物価上昇による生活苦と復帰後もアメリカ軍基地が残ることになった影響で、復帰直後の1972年の調査で約51%と減少し、復帰翌年の1973年の調査では更に減少して約38%となり、過半数を満たさない状況が1970年代の間は続いていた。
その後、急ピッチにインフラ整備が進んだことと観光収入の飛躍的増加を一因とする沖縄県の経済成長により多くの県民の生活が豊かになっていったことにより1982年に実施した調査では約63%と過半数を超えていき、1980年代後半以降の調査では、復帰に関する質問を行っていない2017年を除き75%以上で推移している。